# Capital City Speedway
Capital City Speedway est un circuit de course automobile ovale de 3/8 de mille (603m) fondé en 1961, situé dans la localité de Ashton en Ontario (Canada), à l’ouest de la ville d’Ottawa. Le complexe comprend aussi une piste d’accélération de 1/8 de mille (201m).
Au fil des ans, la piste a présenté des événements de la série NASCAR North, de la CASCAR et de la série ACT Castrol.
Un mur délimitant l'ovale de la piste d'accélération se trouve à l'entrée de la courbe numéro 1. Ce mur, situé à un endroit inhabituel sur ce genre de piste, a causé quelques accidents spectaculaires au fil du temps, notamment un impliquant le pilote Ken Baird en septembre 2006.

## Vainqueurs NASCAR North et ACT Pro Stock Tour
- 22 juin 1985 Robbie Crouch
- 21 juin 1986 Robbie Crouch
- 13 juin 1987 Jamie Aube
- 18 juin 1988 Russ Urlin

## Vainqueurs Série ACT Castrol
- 9 juin 2007 Alexandre Gingras
- 9 août 2008 Martin Lacombe
- 13 juin 2009 Sean Kennedy